# Стипона
Стипона (на македонска литературна норма: Стипона) е село в община Ресен, Северна Македония.

## География
Селото е разположено на юг от град Ресен, в източните склонове на Галичица.

## История
В XIX век Стипона е село в Битолска кааза, Нахия Горна Преспа на Османската империя. В „Етнография на вилаетите Адрианопол, Монастир и Салоника“, издадена в Константинопол в 1878 година и отразяваща статистиката на населението от 1873 година, Шипане (Chipané) е посочено като село с 66 домакинства и 170 жители мюсюлмани.
Според статистиката на Васил Кънчов („Македония. Етнография и статистика“) от 1900 година Стипона има 30 жители българи християни.
На Етнографската карта на Битолския вилает на Картографския институт в София от 1901 година Стипона е чисто българско село в Битолската каза на Битолския санджак с 5 къщи.
В началото на XX век жителите на селото е под върховенството на Българската екзархия. По данни на секретаря на екзархията Димитър Мишев („La Macédoine et sa Population Chrétienne“) през 1905 година в Стипона има 40 българи екзархисти и функционира българско училище.
Според преброяването от 2002 година селото е без жители.